# Auguste de Molins
Pour les articles homonymes, voir Molins.

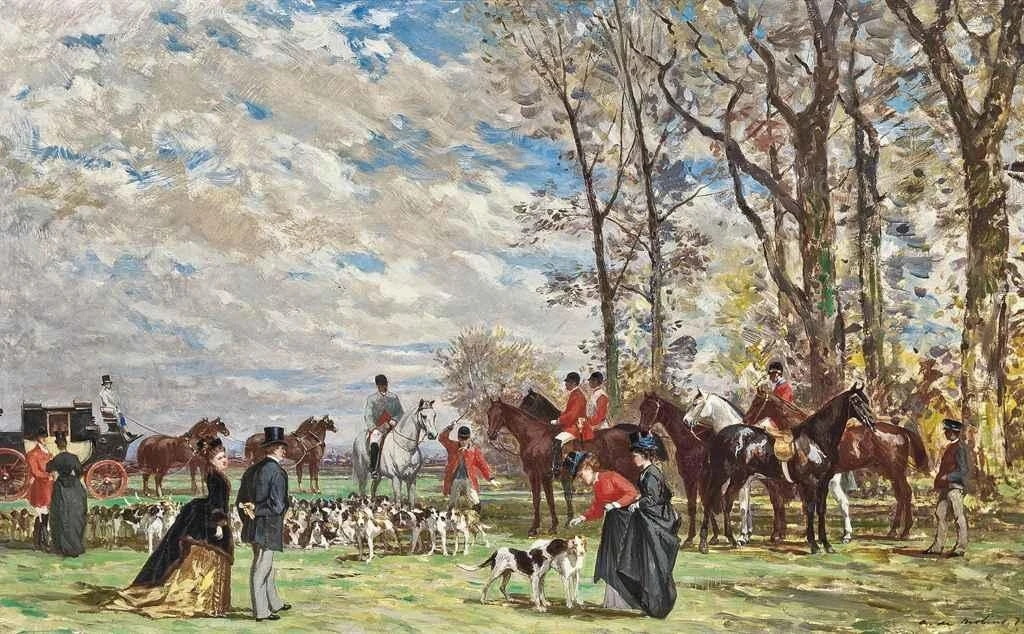
Auguste de Molins, Chasse à courre, 1874

 Auguste de Molins est un peintre, animalier, suisse né en 1821 à Lausanne, mort dans la même ville en 1890. Bien que son style soit assez éloigné des impressionnistes, il a exposé aux côtés des peintres de  l'école de Barbizon dès 1871 et des impressionnistes dès 1872.

## Biographie
Élève de Victor Chavet à Genève, il travaille en France où il a participé au Salon en 1850 et 1870. Pendant la guerre franco-allemande de 1870, Durand-Ruel  loue une galerie à Londres où il expose les œuvres des artistes réfugiés et celle emportées en hâte de Paris. Auguste de Molins y expose ses tableaux en 1871 et 1872 avec les peintres de Barbizon et les impressionnistes.
En 1874, il participe à la Première exposition des peintres impressionnistes  chez Nadar qui fait son portrait. Il est parmi les très rares élus qui reçoivent les éloges de la critique avec Léon-Auguste Ottin : dans La Presse, Émile Cardon écrit le 29 avril 1974 « Messieurs Brandon, Cals, de Molins ne sauraient sans injustice être considérés comme des adeptes de « l'école nouvelle ». Nous ne nous occuperons donc ici ni d'eux ni de leurs œuvres, assurés de les retrouver au palais des Champs-Élysée ou rue Le Peletier, ».
Il a acheté à Auguste Renoir La Grisette, et achète encore deux toiles du maître lors de la vente impressionniste du 24 mars 1875 à l'Hôtel Drouot : Grand vent paysage, et Femme en promenade.
Par la suite, il enseigne la peinture et le dessin à Lausanne. Germain Nouveau, (ami de Verlaine) écrit de Londres à  Jean Richepin: « Pas fort Turner, un peintre anglais auquel Molins eût refusé des leçons de clair de lune, jugement d'autant plus injuste que Monet a tiré son inspiration de Turner pour son tableau Impression, soleil levant qui devait donner son nom au mouvement par le biais de la presse. »

## Œuvres

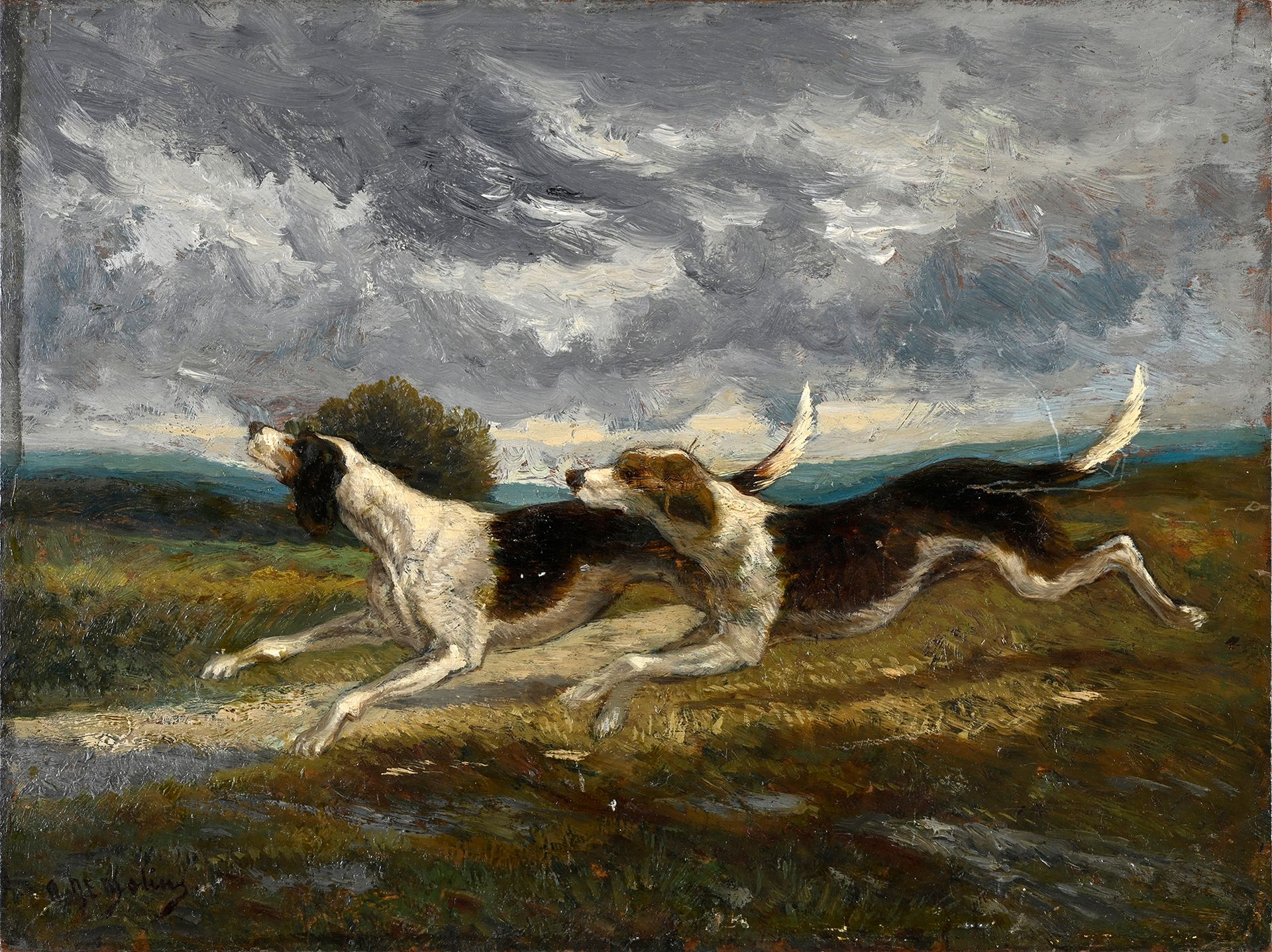
Auguste Molin, dit Auguste de Molin, Deux anglo-français tricolores en pleine course, dans un paysage au ciel orageux

Les œuvres d'Auguste de Molins sont exposées au Musée de Neuchâtel. Ses scènes de chasse et paysages passent en vente, notamment Chiens cherchant sur la piste, Rendez-vous de chasse à courre.
À la première exposition impressionniste, de Molins expose : no 92 : The Coming storm , N°93 : Rendez-vous de chasse, N° 94 : Relais de chiens, N°94 bis, Rendez-vous de chasse